# Francisco Morales (pintor)

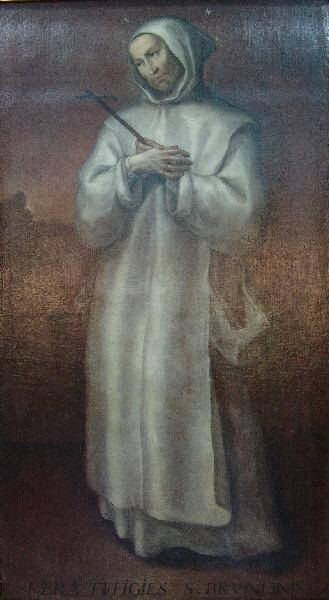
San Bruno, óleo sobre lienzo, 196,50 x 108,50 cm, Museo de Bellas Artes de Granada.

Fray Francisco Morales (Azores, 1660 - Cartuja de El Paular, 1720), lego cartujo y pintor, fue, según Ceán Bermúdez, natural de una de las Islas Terceras y discípulo en el siglo de Antonio Palomino.
Para la Cartuja de Granada, en la que Palomino se encargó de la pintura al fresco de la cúpula del Sagrario, pintó los seis cuadros de la vida de Jesús con otros cuatro de santos y santas de la orden conservados en la sacristía, y el retrato de San Bruno, ahora en el Museo de Bellas Artes de Granada, con la inscripción latina VERA EFIGIES S. BRVNONIS. Pasó luego a la cartuja de Santa María de El Paular, en la que murió, donde dejó algunas pinturas al óleo y al fresco ejecutadas con «buen gusto de color» según Ceán, entre ellas el cuadro de la Virgen que presidía la silla prioral, un cuadro de una custodia con ángeles, uvas y espigas, y los óvalos pintados al fresco del claustro pequeño.